# TAS-Diagramm
Das TAS-Diagramm (TAS = Total Alkali vs. Silica) nach Mike le Bas dient zur Klassifikation von Vulkaniten (Ergussgesteinen) anhand der chemischen Zusammensetzung des Gesamtgesteins. Es werden die Gehalte in Gewichtsprozent an Na2O + K2O in Y-Richtung gegen SiO2 in X-Richtung aufgetragen.
Dieses Diagramm wird genutzt, wenn eine Bestimmung des modalen Mineralbestandes des Gesteins, wie für die Klassifikation im Streckeisendiagramm verlangt, nicht möglich ist. Dies ist häufig bei feinkörnigen oder glasigen Vulkaniten der Fall.

## TAS-Diagramm
Das TAS-Diagramm ist in 15 Felder aufgeteilt. Die Bezeichnungen der einzelnen Felder, d. h. die Namen der Gesteine, haben überwiegend eine Entsprechung im Streckeisendiagramm. Felder mit rotem Sternchen haben je nach K/Na-Verhältnis zwei Varianten. Im Einzelnen sind diese Entsprechungen:
| Gesteinsname               | Kürzel | Bemerkung |
| -------------------------- | ------ | --- |
| Foidit                     | F      | Benennung nach häufigstem Foid, wenn möglich. Melilithit fällt ebenfalls in dieses Gebiet und kann durch zusätzliche chemische Kriterien unterschieden werden |
| Picrobasalt                | Pc     | |
| Basanit und Tephrit        | U1     | Unterscheidung durch normative Mineralogie (CIPW-Norm oder Barth-Niggli-Norm)                                                                                 |
| Phonotephrit               | U2     | |
| Tephritphonolith           | U3     | |
| Phonolith                  | Ph     | |
| Basalt                     | B      | Unterscheidung durch normative Mineralogie (CIPW-Norm oder Barth-Niggli-Norm)                                                                                 |
| Trachybasalt               | S1     | * Die jeweils natrium- oder kaliumreichen Varianten sind Hawaiit und Kalium-Trachybasalt                                                                      |
| basaltischer Trachyandesit | S2     | * Die jeweils natrium- oder kaliumreichen Varianten sind Mugearit und Shoshonit                                                                               |
| Trachyandesit              | S3     | * Die jeweils natrium- oder kaliumreichen Varianten sind Benmoreit und Latit                                                                                  |
| Trachyt und Trachydazit    | T      | Unterscheidung durch normative Mineralogie (CIPW-Norm oder Barth-Niggli-Norm)                                                                                 |
| basaltischer Andesit       | O1     | |
| Andesit                    | O2     | |
| Dazit                      | O3     | |
| Rhyolith                   | R      | |

Natriumreich bedeutet hier Na2O > K2O, kaliumreich K2O > Na2O